# Jiří Janda
Jiří Janda (24. dubna 1865, Praha-Malá Strana – 25. srpna 1938 tamtéž) byl středoškolský profesor, ornitolog, zakladatel Zoologické zahrady v Praze a první předseda Československé společnosti ornithologické. Jeho otcem byl spisovatel Bohumil Janda Cidlinský (1831–1875).

## Mládí a studia
V mládí se zajímal o zvířata a zejména o ptáky a tento jeho zájem se ještě více prohloubil, když během nemoci svého otce pobýval v Poděbradech u svého dědečka na statku. Po otcově smrti se vrátil do Prahy, začal zde navštěvovat novoměstské gymnázium, kde v roce 1894 složil maturitu.
Pak studoval přírodní vědy na a na Filosofické fakultě UK (tehdy ještě přírodovědecká fakulta neexistovala). Navštěvoval přednášky zoologie u významného přírodovědce Antonína Friče. Během studia, které dokončil v roce 1889, absolvoval i roční studijní pobyt (1887–1888) na univerzitě ve Štýrském Hradci.

## Profesní dráha
Po promoci zůstal na univerzitě u prof. Františka Vejdovského, odborníka na strunovce. Působil zde jako asistent a demonstrátor. Napsal několik prací o strunovcích a pavoucích, ale obor bezobratlých živočichů jej však nezaujal; prohlásil „tato oficiální zoologická věda se zabývá jen mrtvými živočichy, a nepozoruje jejich život a nedbá krás živé přírody“.
Univerzitu opustil v roce 1893 s do roku 1904 vystřídal jako profesor několik středních škol na Moravě  (působil v Uherském Hradišti, v Kroměříži, ve Valašském Meziříčí a v Brně). V té době se také věnoval intenzivně ornitologii a publikoval v tomto oboru mnoho kratších a několik rozsáhlejších prací, např. Užitečné ptactvo našeho domova (1898) nebo Atlas ptactva středoevropského (1902).
Poté se vrátil do Prahy, kde opět učil jako středoškolský profesor. V roce 1907 nastoupil na akademické gymnázium a toto místo zastával až do svého odchodu do penze v roce 1926. Nadále se věnoval publikační činnosti: napsal např. díla Stručná ornitologie všeobecná (1908), Ptačí profily (1911) a Naše zpěvné ptactvo (1923). Vydal také obsáhlý čtyřdílný Velký ilustrovaný přírodopis všech tří říší (1912), v němž napsal díl savci – ptáci. Toto dílo se dočkalo i druhého vydání v roce 1930.
V letech 1926–1930 vyšel v Ottově nakladatelství jím redigovaný překlad Brehmova života zvířat, v němž 4 svazky o ptácích přeložil.
V roce 1926 byl jedním ze zakladatelů a prvním předsedou tehdejší Československé společnosti ornithologické. Spoluzaložil také Klub přátel exotického ptactva. Sám byl uznávaným chovatelem papoušků, především amazoňanů.

## Založení pražské zoo

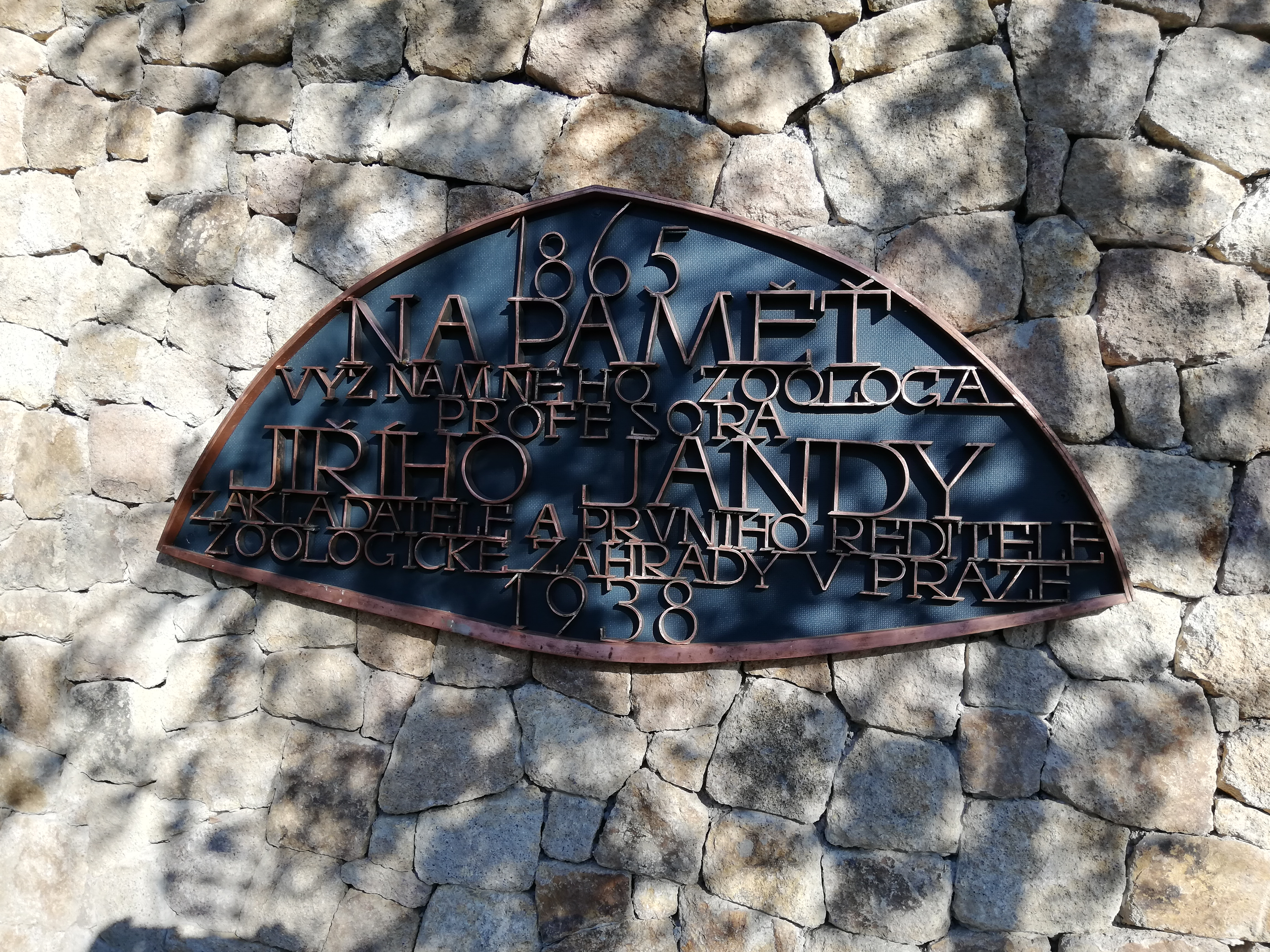
Pamětní deska Jiřího Jandy umístěná v Zoologické zahradě Praha

Myšlenka na zřízení zoo v Praze napadla Jandu již v 19 letech, kdy se vrátil z cest po evropských zoologických zahradách. Věnoval tomuto tématu značnou pozornost ve svých příspěvcích do tisku a i jinak tuto myšlenku obhajoval. V roce 1904 se diskuse o založení zoo rozproudila silněji a Jiří Janda byl o dva roky později pověřen primátorem Prahy dr. Grošem přípravou vybudování zoo v hlavním městě království (tehdy se uvažovalo o jejím umístění na vltavském ostrově Štvanici).
Nedostatek vhodných pozemků a válka však odsunuly realizaci na pozdější dobu. V roce 1919 zvolil Poradní sbor matematicko-přírodovědecký při ministerstvu školství a národní osvěty komisi k založení pražské zoologické zahrady. Ta v roce 1923 pověřila přípravnými pracemi Jiřího Jandu. Mezitím v roce 1922 daroval velkostatkář Alois Svoboda pozemky v Troji s podmínkou, že na nich má být vybudována také zoologická zahrada.
V roce 1926 se konala ustavující schůze Hospodářského, nákupního a stavebního družstva Zoologická zahrada a Jiří Janda se stal jeho prvním předsedou (jím zůstal až do roku 1932). Organizoval výstavbu prvních pavilónů, terénní úpravy a další přípravné práce. Musel ale odrážet i útoky oponentů – např. spisovatele Ignáta Hermanna a především cestovatele Viléma Němce, jehož koncepce zoo nebyla magistrátem vybrána.
Během výstavby zahrady přicházela první zvířata a pro nedostatek místa umístil Jiří Janda některá z nich i do své vily v Troji. Nejznámějším z nich je mladá lvice Šárka, kterou zoo daroval majitel cirkusu Rebernigg.

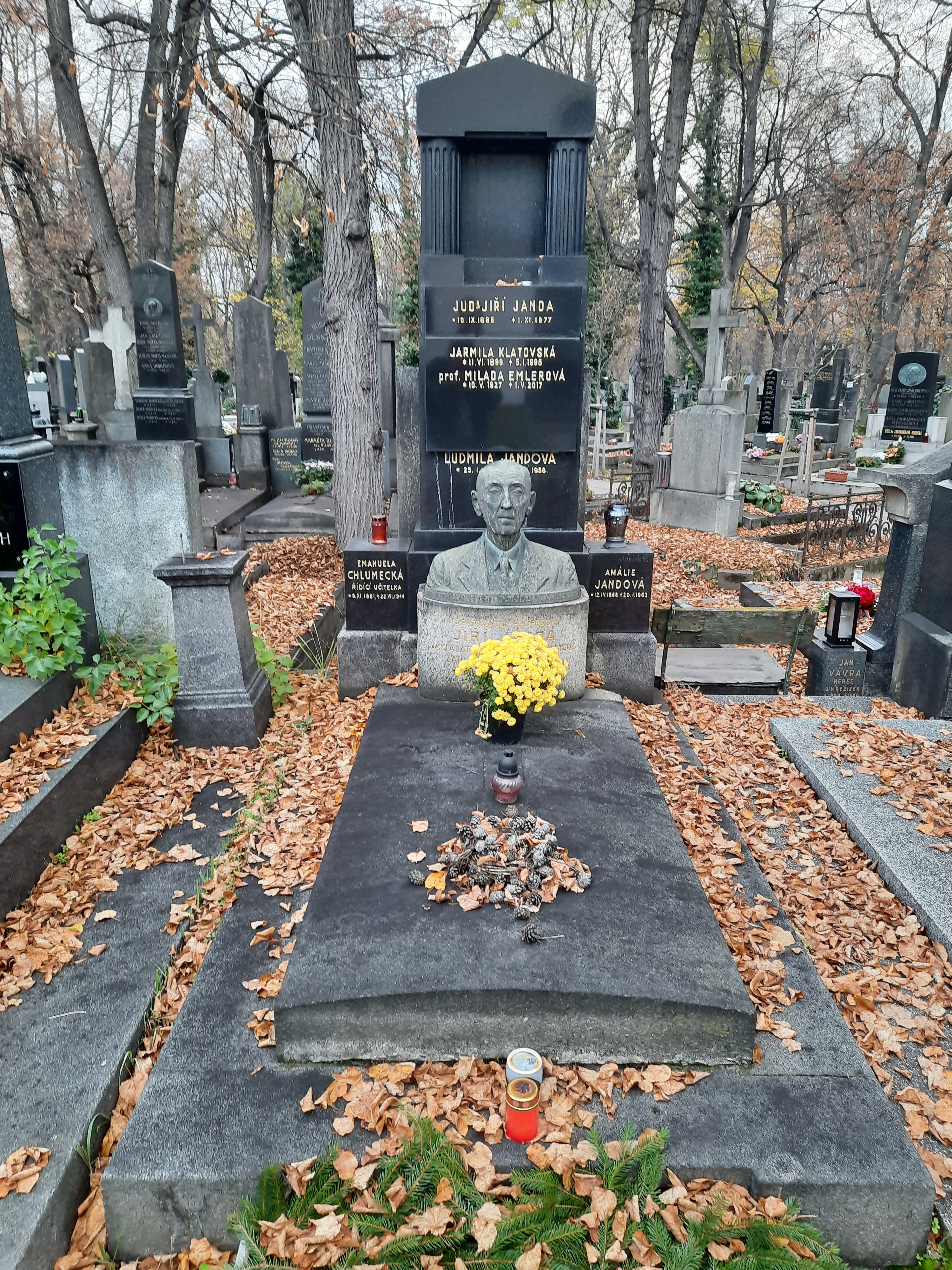
Hrobka rodiny na Olšanských hřbitovech

| „                                                                      | Na zkoušku a se srdcem úzkostlivým otevřeli jsme brány našeho staveniště… | “ |
| — Jiří Janda na valné hromadě družstva Zoologická zahrada v dubnu 1932 |                                                                           |   |

28. září 1931 byla zoologická zahrada otevřena – tehdy ještě jako „staveniště zoologické zahrady“ – a Jiří Janda se stal jejím prvním ředitelem. Pod jeho vedením probíhala výstavba dalších expozic a pavilónů. Nejvýznamnějšími byly:
- Šárčin pavilónek (dokončen roku 1931) – dřevěná stavba sloužící původně pro lvici Šárku, další lvy a tygry , později pro exotické ptáky
- Voliéra pro dravce (1931) – svou délkou 28  m tehdy největší v Evropě
- Pavilón tlustokožců (1934) pro slony , hrochy a nosorožce
- Pavilón šelem (1935), kam se z Šárčina pavilónku přestěhovali lvi, tygři a přibyli i levharti a hyena

Ředitelem zoo zůstal Janda až do své náhlé smrti na srdeční selhání 25. srpna 1938. Pohřben byl na Olšanských hřbitovech.

## Ocenění a členství v institucích
Jiří Janda byl uznávaným zoologem. Byl předsedou Mezinárodní společnosti pro ochranu ptáků (předchůdkyně dnešní BirdLife International) a členem Mezinárodního institutu pro ochranu přírody.
V roce 1919 byl jmenován státním konzervátorem přírodních památek. V této funkci se pokoušel o založení společného československo-polského přírodního parku ve Vysokých Tatrách (tato jeho snaha se minula účinkem; Tatranský národní park byl na Slovensku založen až v roce 1948 a jeho polský protějšek o 6 let později). Ve 30. letech 20. století byl znalcem Masarykovy akademie práce a předsedou jejího ornitologického ústavu.